# Lah
Lah je 40. najbolj pogost priimek
v Sloveniji, ki ga je po podatkih Statističnega urada Republike Slovenije na dan 31. decembra 2007 uporabljalo 1.925 oseb, na dan 1. januarja 2010 pa 1.910 oseb.

## Znani slovenski nosilci priimka
- Andrijan Lah (1934—2024), literarni zgodovinar, bibliotekar, bibliograf, leksikograf, publicist
- Anton Lah (1803—1861), duhovnik
- Anton (Tone) Lah (1921—2013), diplomat, šef protokola predsednika SFRJ...
- Avguštin Lah (1924—2010), geograf, naravovarstvanik, publicist in politik
- Avguštin Lah (*1949), duhovnik, teolog in filozof, prof. dogmatike
- Borivoj (Boris) Lah (1915—2009), prvoborec, obramboslovec, vojaški zgodovinar, publicist, izr. prof. EF UL
- Dean Lah (*1971) arhitekt
- Duška Lah (*1960), TV-novinarka
- Evgen Lah (1858—1930), domoznanec, pisatelj, publicist, statistik
- Franc Lah (1816—1890), podobar
- Gorazd Lah (*1972), športni padalec
- Igor Lah, "pidovski baron", umetnostni zbiralec...
- Ivan Lah (1881—1938), slavist, filolog, pisatelj, prevajalec in publicist
- Ivan Lah, arhitekt
- Ivo Lah (1896—1979), matematik, statistik, demograf in aktuar
- Jaka Lah (*1978), igralec
- Jaka Lah, publicist
- Jurij Lah, biofizikalni kemik, prof.
- Klemen Lah (*1974), slovenist, literarni zgodovinar, jezikoslovec, prof.
- Klemen Lah, sociolog
- Marjan Lah (*1953), športni novinar in urednik
- Marko Lah (*1953), ekonomist, univ. prof.
- Meta Lah, jezikoslovka francistka
- Milan Lah (1913—1999), generalmajor
- Milena Lah (1920—2003), kiparka, živela v Zagrebu
- Pavla Jerina Lah (1915—2007), partizanska zdravnica, kirurginja
- Peter Lah (*1966), jezuit, teolog, prof. na Gregoriani
- Rado Lah (1879—1955), agronom
- Sandi Lah, nogometaš
- Špela Lah, muzikologinja
- Tamara Lah Turnšek (*1947), biokemičarka
- Tine Lah (1918—2014), ekonomist, univerzitetni profesor
- Urša Lah (*1969), zborovodkinja
- Valentin Lah (1833—1886), duhovnik in nabožni pisatelj
- Zorko Lah (1905—1979), oblikovalec
- Zvonko Lah (*1958), politik

## Znani tuji nosilci priimka
- Barbara Lah (*1974), italijanska atletinja, troskokašica (zamejska Slovenka iz Gorice)